# عائشة دراني
عائشة دراني (1778، كابل في أفغانستان - 1853)؛ كاتِبة وشاعرة أفغانية.